# Samuel Martin (secrétaire du Trésor)
Pour les articles homonymes, voir Samuel Martin et Martin (nom de famille).
Samuel Martin (1er septembre 1714 - 20 novembre 1788) est un homme politique et un administrateur britannique.

## Famille
Il est né sur l'île d'Antigua aux Antilles, fils de Samuel Martin, premier propriétaire de plantation de l'île. Il a trois demi-frères notables : Sir Henry Martin (1er baronnet) (1733-1794), pendant de nombreuses années commissaire de la marine à Portsmouth et contrôleur de la marine et père de Thomas Byam Martin ; Josiah Martin (en) (1737-1786), gouverneur de la Caroline du Nord de 1771 et William Byam Martin, marchand et dirigeant de la Compagnie britannique des Indes orientales qui revient riche en Angleterre. Sa sœur Henrietta (Rilla) Fitzgerald est la mère du poète William Thomas Fitzgerald et de la belle-mère de l'avocat John Fonblanque (en), député de Camelford de 1802 à 1806. Le testament de Martin semble révéler l'existence de la mère de son ou ses enfants naturels.

## Parlement
Martin siège en tant que député de 1747 à 1768 dans le district de Camelford, en Cornouailles. Il est le protégé d'un important homme politique britannique, Henry Bilson Legge, trois fois chancelier de l'Échiquier. Quand Legge est nommé chancelier, Martin est son secrétaire d’avril 1754 à novembre 1755.
Martin, bien qu'il manque de grands talents politiques et que Thomas Pelham-Holles, premier duc de Newcastle, se méfie de lui, est capable de travailler dur et de gérer l'administration. Cela le conduit pour la première fois à être nommé secrétaire au Trésor en novembre 1756, à la deuxième chancellerie de Legge. C’est un poste de nature plus administrative que politique, bien que Martin soit député et que sa nomination soit un patronage. En avril 1757, il quitte ses fonctions avec ses alliés politiques, dirigés par William Pitt l'Ancien.
Lorsque Legge est rétabli à la chancellerie pour la troisième fois en juillet 1757, Martin est le seul à avoir été démis de ses fonctions en avril et à ne pas occuper un nouvel emploi dans la coalition Pitt-Newcastle. N'ayant pas réussi à obtenir un poste au service du roi, Martin est indemnisé en octobre 1757, en tant que trésorier de la princesse douairière du pays de Galles, Augusta de Saxe-Gotha (mère du futur roi George III du Royaume-Uni), jusqu'au 8 février 1772. En 1760, le roi George III accède au trône et, l'année suivante, Martin peut transférer sa loyauté politique de Legge (qui devenait moins important dans la vie publique) au nouveau favori John Stuart (3e comte de Bute).
En avril 1758, Martin devient secrétaire du Trésor pour la deuxième fois et reste à ce poste jusqu'en avril 1763. Après avoir quitté le Trésor en 1763, il se retire en grande partie de la vie publique. Il refuse de se représenter au Parlement en 1768, à moins que le gouvernement ne paye toutes ses dépenses électorales. Bien que cette proposition n'ait pas été acceptée, il est réélu à Hastings jusqu'en 1774.

## Duel avec John Wilkes
Le Times du mercredi 26 novembre 1788 rapporte : 

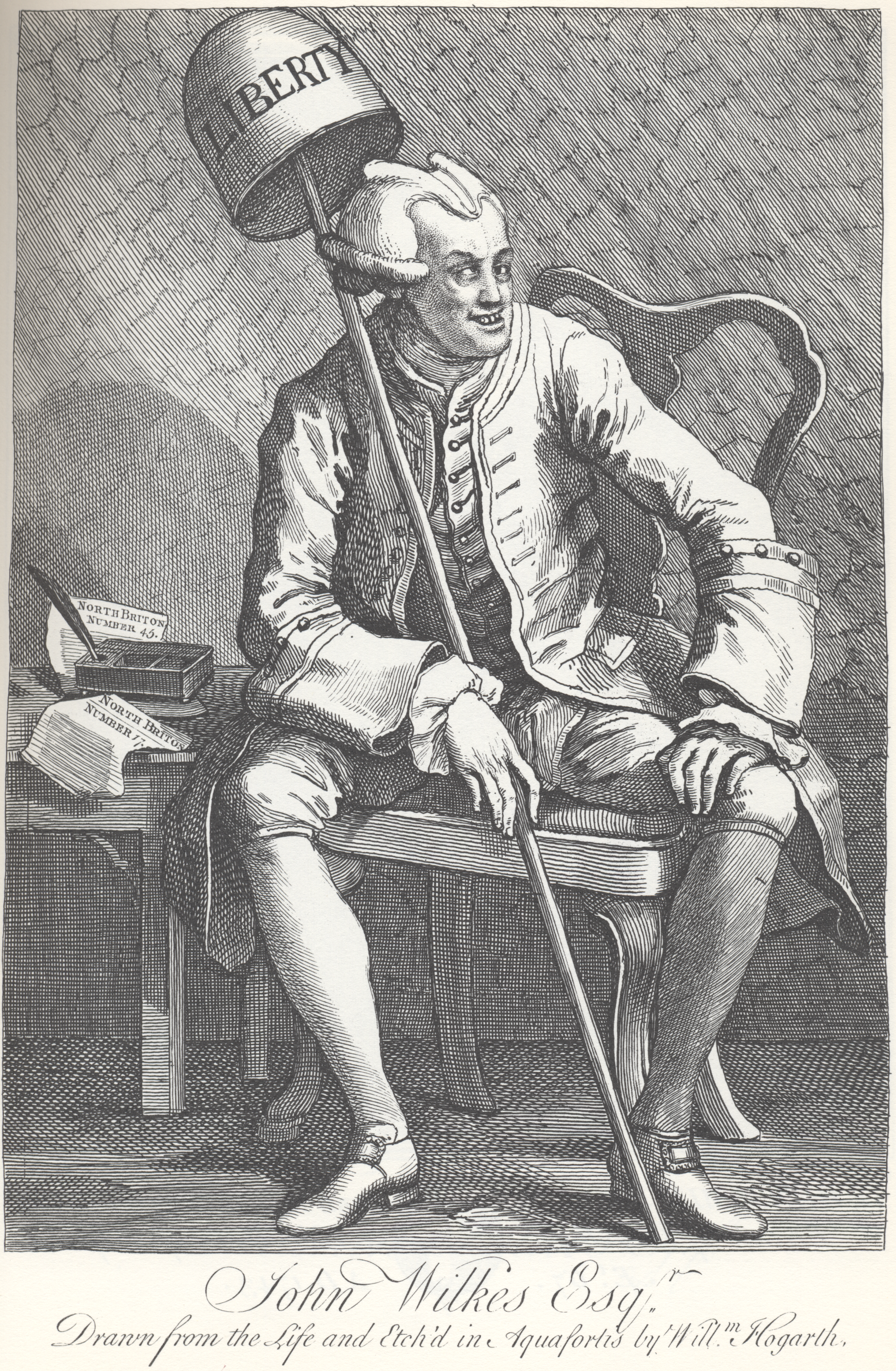
Gravure satirique de Wilkes par William Hogarth

« La semaine dernière est décédé Samuel Martin Esq un homme bien connu dans le monde politique et notamment du fait qu'il s'était battu en duel il y a cinq ou vingt ans avec M. Wilkes. »

 Ce duel au pistolet a eu lieu à Hyde Park le 16 novembre 1763. John Wilkes a été grièvement blessé au ventre, avant de fuir à Paris et d'être déclaré hors-la-loi.